# Ring så spanar vi
Ring så spanar vi  (engelska: Shoestring) är en brittisk deckarserie som sändes på BBC mellan 1979 och  1980.
Serien hade svensk premiär på SVT i september 1980.

## Handling
Eddie Shoestring är en privatdetektiv som även har ett lokalt radioprogram i Bristol.

## Rollista i urval
- Trevor Eve - Eddie Shoestring
- Doran Godwin - Erica Bayliss
- Michael Medwin - Don Satchley
- Liz Crowther - Sonia